# La Batllia (Cerdanya)

Localització de la Batllia respecte a la divisió administrativa de Catalunya

La Batllia o la Batllia de Bellver és una comarca dins de la Cerdanya amb personalitat històrica pròpia, formada pels municipis de Bellver de Cerdanya, Prats i Sansor i Riu de Cerdanya. També s'anomena la Petita Cerdanya, o la Baixa Cerdanya, encara que aquest nom s'ha acabat ampliant per contraposició a la comarca de l'Alta Cerdanya.
El territori comprèn la zona on la vall del Segre esdevé de nou ample i planera entre l'estret d'Isòvol, a l'est, i Sant Martí dels Castells, a l'oest. Aigua avall es troba la comarca del Baridà que limita amb l'Alt Urgell. En la divisió provincial les dues comarques, la Batllia i el Baridà, van quedar en la província de Lleida mentre que la resta de la Cerdanya està repartida entre la província de Girona i el departament dels Pirineus Orientals. La superfície total és de 130,11 km². Al mig de la plana de la Batllia sobresurt el turó de la vila de Bellver.

## Història
Al segle x el territori constituïa el pagus de Talló, que a la baixa edat mitjana va formar part de la sotsvegueria de Baridà. El 1225, Nunó Sanç de Rosselló i Cerdanya va construir el castell de Bellver sobre el puig de Bell videre, un punt estratègic a la frontera amb el comtat d'Urgell i en el camí entre Puigcerdà i la Seu d'Urgell, l'antiga strata ceretana. La població va esdevenir un centre important del territori i es va establir una batllia d'on deriva el nom de la comarca.
Des de l'any 1983, una gran part de la Batllia és dins el Parc Natural del Cadí-Moixeró.